# سیمی ایهیلی
سیمی ایهیلی (انگلیسی: Simeï Ihily؛ زادهٔ ۱۰ آوریل ۱۹۵۹) بازیکن فوتبال اهل فرانسه است.
از باشگاه‌هایی که در آن بازی کرده‌است می‌توان به باشگاه فوتبال نیم المپیک و باشگاه فوتبال باستیا اشاره کرد.